# Blommenslyst
Blommenslyst – miasto w Danii, w regionie Dania Południowa, w gminie Odense, na wyspie Fionia.